# Anna Koldings
Anna Koldings, auch Anne, Ane oder Kolding, († 1590) war ein Opfer der Hexenverfolgung in Dänemark. Sie war die Hauptangeklagte der Hexenprozesse, die im Sommer 1590 in Kopenhagen stattfanden.

## Hexenprozess
Im Winter 1589 reiste Prinzessin Anna von Dänemark nach Schottland, um König Jakob VI. von Schottland zu heiraten. Auf dem Weg über die Nordsee geriet das Schiff in einen schweren Sturm und entging nur knapp dem Untergang. Deshalb steuerte das Schiff Oslo in Norwegen an, wo später der schottische König eintraf und die Hochzeit gefeiert wurde.
Die Behörden untersuchten nun, wer für das Beinaheunglück verantwortlich war. Admiral Peder Munk beschuldigte den Finanzminister Christoffer Valkendorff, die Schiffe für einen Sturm ungenügend ausgerüstet zu haben. Valkendorfs Verteidigung bestand in der Behauptung, der Sturm sei von Hexen hervorgerufen worden. Sie hätten sich im Haus von Karen Væver versammelt und kleine Teufel heraufbeschworen. Diese seien den Schiffen in leeren Bierfässern gefolgt und hätten sich an den Kiel gehängt. Karen Væver wurde im Juli 1590 verhaftet und gestand, dass sie zusammen mit anderen Hexen den Sturm verursacht hatte. Sie nannte Namen angeblicher Mittäterinnen, von denen Anna Koldings eine der ersten war.
Anna Koldings wurde am 20. Mai für schuldig befunden und am 15. oder 17. Juni 1590 bei Schloss Kronborg wegen angeblicher Hexerei auf dem Scheiterhaufen verbrannt.

## Folgen
Als König Jakob VI. von diesem Prozess erfuhr, setzte er in North Berwick ebenfalls ein Gericht ein, um diese Vorfälle zu untersuchen. Das führte zu den umfangreichen Hexenprozesse von North Berwick, in Edinburgh, Schottland, zu denen auch der Prozess von Agnes Sampson gehörte.